# ワタリドリ/Dracula La
『ワタリドリ/Dracula La』（ワタリドリ/ドラキュラ ラ）は、[Alexandros]の通算10枚目のシングル。同バンドのメジャーデビューシングルとして、2015年3月18日にユニバーサルミュージックから発売された。

## リリース
ユニバーサルミュージックとのグローバル契約後、最初の作品リリースである。なお、ユニバーサルミュージックとのパートナーシップ開始後、発売会社はユニバーサルミュージックであり、レーベルの名義はUNIVERSAL J、RX-RECORDSの共同となっている。

## チャート成績
オリコンチャートでは、2015年3月30日付のシングルCD週間ランキングで初登場5位を獲得し、同バンド初のトップ5入りを果たす。これにより同バンドのシングルCD最高位を「Run Away/Oblivion」以来2作ぶりに更新した。

## ミュージック・ビデオ
「ワタリドリ」、「Dracula La」のミュージック・ビデオは共に発売日同日にYouTubeにて公開。
ワタリドリ
清原果耶と多屋来夢が出演。ロケ地は茨城県高萩市と茨城県立日立北高等学校で行われた。
2019年8月7日にYouTubeでの再生回数が自身初となる1億回を突破した。

## 収録曲

### 初回限定盤A

#### CD
1. ワタリドリ
  - 作詞・作曲：川上洋平、編曲：[Alexandros]

ショウゲート配給映画『明烏』主題歌。バンドとしての映画主題歌は初となる[15]。
アサヒビール「アサヒ ザ・ドリーム」CMソング[16]。
日本テレビ系「Iwataniスペシャル鳥人間コンテスト2015」テーマソング
SUBARU「XV」CMソング（2018年）[17]
この曲は大阪のユニバーサル・スタジオ・ジャパンのアトラクション「ハリウッド・ドリーム・ザ・ライド」で乗車しながら聞くことができた[18]。
タイトルはローマ字で、「Wataridori」になる予定であった。
2024年9月2日より、出身地の神奈川県相模原市にある小田急線相模大野駅の列車接近メロディとして本曲が使われている。これは全国ツアー中の2023年1月に地元開催となった相模女子大学グリーンホール公演において、即興で列車接近メロディバージョンを披露したところ、好評を博しただけでなく、ファンや地元住民から実現を希望する声が多く寄せられたため、相模原市と小田急電鉄、ユーケーピーエム、ユニバーサルミュージックが協議した結果、2024年が相模原市市政施行70周年に当たることもあり、記念事業として協定を締結し実現した物である。小田急線の接近メロディとしては約5年ぶりの新規導入で、上下線で異なるフレーズを用いている[19][20]。
2. Dracula La
  - 作詞・作曲：川上洋平、編曲：[Alexandros]

MBS・TBS系ドラマ『女くどき飯』主題歌。バンドとしてのドラマ主題歌は初となる[21]。
3. Adam's Apple Pie
  - 作詞：川上洋平、作曲：川上洋平、白井眞輝、編曲：[Alexandros]

ギター白井眞輝がデモの作成を行い、エンジニアに相談したところ、「そのまま出せばいい」と言われたということで、デモがそのまま収録されることとなった[22]。
4. You're So Sweet & I Love You (This Summer Festival 2014.12.20) 
  - 作詞・作曲：川上洋平、編曲：[Alexandros]

「This Summer Festival」で披露されたライブ音源。

#### DVD
1. ワタリドリ ミュージックビデオ
2. ワタリドリ ミュージックビデオメイキング

### 初回限定盤B

#### CD
1. Dracula La
2. ワタリドリ
3. Adam's Apple Pie
4. Adventure (This Summer Festival 2014.12.20) 
「This Summer Festival」で披露されたライブ音源。

#### DVD
1. Dracula La ミュージックビデオ
2. Dracula La ミュージックビデオメイキング

### 通常盤

#### CD
1. ワタリドリ
2. Dracula La
3. Adam's Apple Pie